# 19 Puppis
19 Puppis (19 Pup), som är stjärnans Flamsteedbeteckning, är en dubbelstjärna belägen i den norra delen av stjärnbilden Akterskeppet. Den har en skenbar magnitud på 4,72 och är svagt synlig för blotta ögat där ljusföroreningar ej förekommer. Baserat på parallaxmätning inom Hipparcosuppdraget på ca 18,5 mas, beräknas den befinna sig på ett avstånd på ca 177 ljusår (ca 54 parsek) från solen. Den rör sig bort från jorden med en heliocentrisk radiell hastighet av +36 km/s och befann sig inom 31 ljusår från solen för ca 1,4 miljoner år sedan.

## Egenskaper
Primärstjärnan 16 Puppis A är en gul till orange jättestjärna av spektralklass G9 III – IIIb, vilket anger att den befinner sig på den horisontella jättegrenen och ingår i röda klumpen, samt genererar energi genom nukleär fusion av helium i dess kärna. Den har en massa som är ungefär lika stor som solens massa, en radie som är ca 8,9 gånger större än solens och utsänder ca 43 gånger mera energi än solen från dess fotosfär vid en effektiv temperatur på ca 4 750 K.
Följeslagaren, 19 Puppis B, är en stjärna av magnitud 11,2 med en vinkelseparation av 21 bågsekunder från primärstjärnan. Fyra visuella följeslagare har observerats. Dessa är 19 Puppis C, av magnitud 13,2 och separationen 30,7 bågsekunder, 19 Puppis D, av magnitud 8,9 och separationen 57,8 bågsekunder, 19 Puppis E, av magnitud 9,37 och separationen 70,1 bågsekunder samt 19 Puppis F, med magnitud 10,74 och separationen 114,1 bågsekunder.